# Casa Viader
Casa Viader és una obra del municipi de Cardedeu (Vallès Oriental) protegida com a bé cultural d'interès local.

## Descripció
Es tracta d'un edifici aïllat amb jardí, amb una façana alineada al carrer i formant part d'un recinte major, destinat a habitatge familiar. Està format per dos cossos de planta rectangular, un de planta baixa, una primera planta i golfes amb dues crugies cada cos, perpendiculars a la façana del carrer. El cos de planta baixa està acabat amb terrat i barana de balustres perimetral. El cos més gran correspon a una planta de tipus basilical, amb tram central sobreaixecat i coberta a dues vessants que en la part posterior de l'ala de llevant es transforma en dos terrats. Compta amb un pas del carrer amb porta metàl·lica i coronament ondulat.
La façana alienada al carrer està formada per dos paraments, el de dues plantes està revestit d'estuc llis amb sòcol de paredat poligonal, emmarcat per dues pilastres i coronat per un entaulament limitat per una cornisa inferior i una cornisa superior que amaga la canal de desguàs de la teulada. L'entaulament presenta tres ulls de bou el·líptics de ventilació de la coberta, alternats amb esgrafiat. L'obertura del balcó és d'arc escarser i la llosana d'estructura metàl·lica, recolzada amb carteles de ferro i amb rajola ceràmica per sota.
La façana principal sobre el terrat amb balustrada està caracteritzada pel capcer de perfil trencat i ondulat, coronat per un ull de bou el·líptic emmarcat amb una orla i tancat amb finestra de vitralls emplomats. Les tres obertures són allindanades: dues balconeres i un balcó ampitador, totes amb la part superior emmarcada i amb la llinda esgrafiada.
La façana interior presenta paraments cecs, algunes obertures allindanades, d'incorporació recent, i un petit terrat amb baranes de balustres.
La distribució interior es conforma de dos habitatges. Habitatge principal ocupant el cos de les plantes baixa, primera i golfes. Planta baixa amb vestíbul, sala-menjador, cuina i bany. Primera planta amb sala, tres dormitoris i bany. Planta golfa amb dos trasters, dos dormitoris i bany. El tram d'escala de la planta baixa a la planta primera ha estat substituït per una escala de cargol: Habitatge en planta baixa format per vestíbul-sala, cuina, dos dormitoris i bany exterior.

## Història
L'actual edificació és molt probablement la reforma d'antigues construccions situades en terrenys del Mas Cavaller, les quals, el 176, van ser adquirides per Esteve Angalda. En alguns paraments de façana que actualment tenen l'estuc després s'observa l'existència d'una capa d'estuc de color vermell més antiga, probablement provinent de l'edificació que a començaments de segle (1917-1922) va reformar Marc Viader i Bas, segons projecte de l'arquitecte Raspall. D'acord amb testimonis orals de la família, originàriament l'edifici ja estava dividit en dos habitatges, els quals es van reformar per passar a ser cases de renda. Durant molts anys van ser habitatges de lloguer.
La Casa Viader forma part de l'obra més interessant de l'etapa noucentista de M.J. Raspall a Cardedeu, en la que hi són presents tant els elements del repertori d'aquest període com d'altres que l'arquitecte utilitza com a invariants del seu estil. Conjutament amb la tanca del jardí, té també valor des del punt de vista de conformació de la plaça de Marc Viader.